# Borwin Bandelow

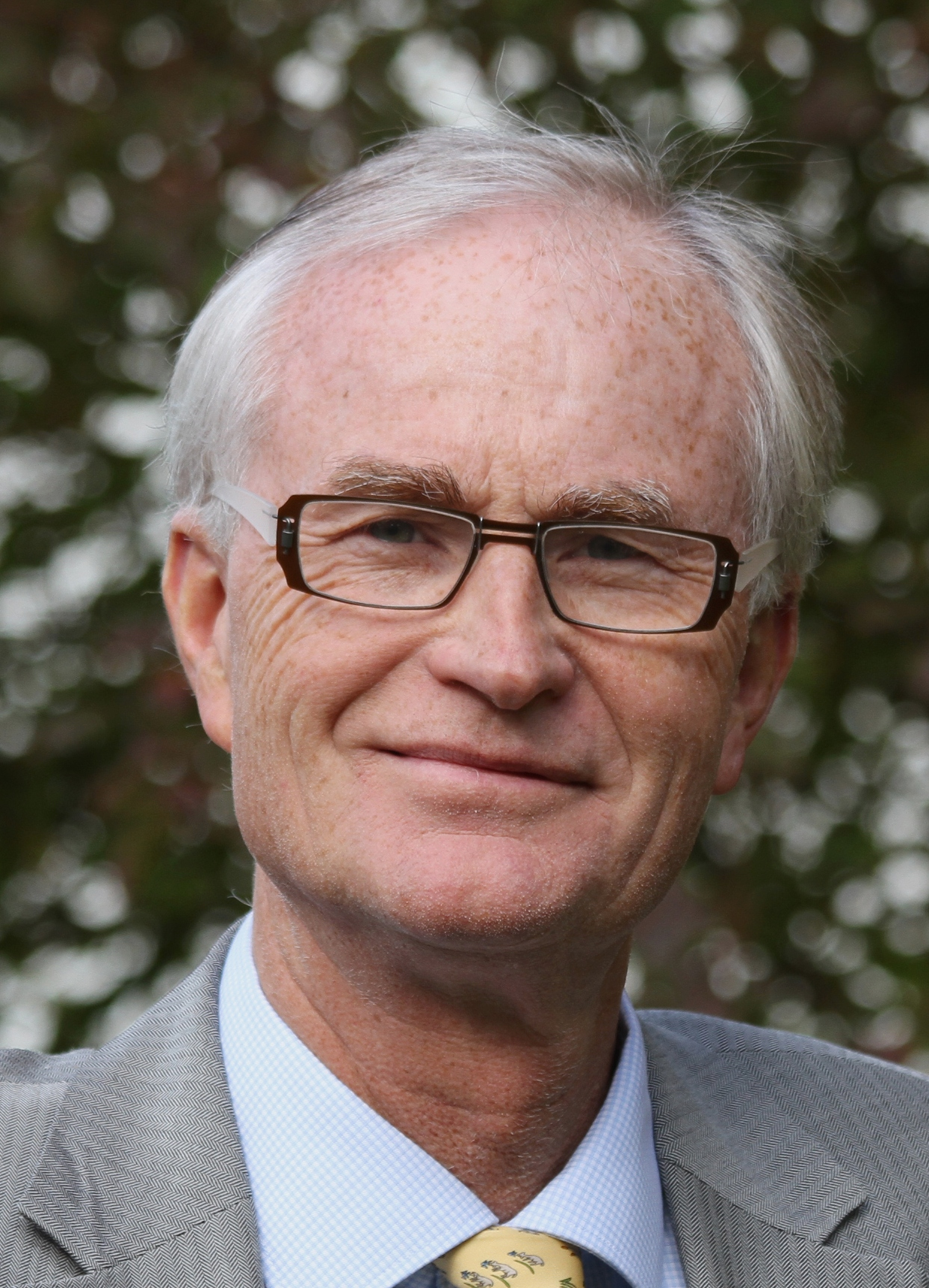
Borwin Bandelow (2012)

Borwin Bandelow (* 28. Dezember 1951 in Westerstede) ist ein deutscher Psychiater, Psychologe und Psychotherapeut. Er ist Experte für Angststörungen.

## Leben
Bandelow besuchte das Gymnasium Westerstede und studierte anschließend Medizin an den Universitäten Göttingen und Tübingen sowie Psychologie in Göttingen. Dort wurde er 1978 zum Dr. med. promoviert. Er ist Facharzt für Neurologie und Psychiatrie/Psychotherapie. 1997 habilitierte Bandelow sich mit der Panik- und Agoraphobie-Skala (PAS) in Göttingen. Er wurde zum außerplanmäßigen Professor der dortigen Universität ernannt und ist heute Senior Scientist an der Klinik für Psychiatrie und Psychotherapie der Universitätsmedizin Göttingen. Außerdem ist er Gründer und Ehrenvorsitzender der Gesellschaft für Angstforschung.
Bandelow ist Autor wissenschaftlicher Veröffentlichungen, von Ratgebern und populärwissenschaftlichen Büchern. Einige seiner Werke wurden ins Chinesische, Englische, Koreanische oder Polnische übersetzt.
Die Zeitschrift Cicero nahm ihn 2019 in die Liste der 500 wichtigsten deutschsprachigen Intellektuellen auf.
Zudem hat Bandelow den Ostfriesenwitzen zu Schulzeiten am Gymnasium Westerstede in der von ihm mit redigierten Schülerzeitung um 1970 zu einer ersten öffentlichen Plattform verholfen.
Seit 2007 ist er Mitglied der Göttinger Ärzte-Band „Hot Docs“, die alle Gagen für karitative Zwecke spendet.

## Schriften
- Untersuchungen zur selektiven Züchtung der Mycel- und Blastosporenphase von Candida albicans und zur diagnostischen Wertigkeit präzipitierender Antikörper gegen Antigene der beiden Wachstumsformen. 1997 (Dissertation, Universität Göttingen, 1978).
- Panik- und Agoraphobie-Skala (PAS). Handanweisung, 2. Aufl. Hogrefe, Göttingen 2016 (Habilitationsschrift, Universität Göttingen, 1997).
- mit Ulrich Trenckmann: Psychiatrie und Psychotherapie. Steinkopff, Darmstadt 1999, ISBN 3-7985-1158-6.
- mit Eckhardt Rüther: Therapie mit Neuroleptika: Qualitätssicherung und Arzneimittelsicherheit Steinkopff, Darmstadt 2000, ISBN 978-3-7985-1257-3.
- mit Alexander Heise, Tobias Banaschewski und Aribert Rothenberger: Handbuch Psychopharmaka für das Kindes- und Jugendalter. Hogrefe, Göttingen 2006, ISBN 978-3-801-71917-3.
- Panik und Agoraphobie. Springer, Wien 2001, ISBN 3-211-83654-3.
- Angst- und Panikerkrankungen. Unimed, Bremen 2003, ISBN 3-89599-648-3.
- Social Anxiety Disorder. Dekker, New York 2004, ISBN 0-8247-5454-9.
- Das Angstbuch. Woher Ängste kommen und wie man sie bekämpfen kann. Rowohlt, Reinbek 2004, ISBN 3-499-61949-0.
- Medikamentöse Behandlung von Angst- und Zwangs- und posttraumatischen Belastungsstörungen: Behandlungsleitlinien der World of Federation of Societies of Biological Psychiatry (WFSBP). Wiss. Verl.-Ges., Stuttgart 2005, ISBN 978-3-8047-2208-8.
- Celebrities. Vom schwierigen Glück, berühmt zu sein. Rowohlt, Reinbek 2006, ISBN 3-499-62275-0.
- Das Buch für Schüchterne. Wege aus der Selbstblockade. Rowohlt, Reinbek 2007, ISBN 3-498-00650-9.
- mit Oliver Gruber und Peter Falkai: Kurzlehrbuch Psychiatrie. Steinkopff, [Berlin] 2008, ISBN 978-3-7985-1835-3; 2. Auflage: Springer, Berlin 2012, ISBN 978-3-642-29894-3.
- Wenn die Seele leidet. Psychische Erkrankungen: Ursachen & Therapien. Rowohlt, Reinbek 2010, ISBN 3-498-00663-0.
- mit Stefan Bleich und Stefan Kropp: Handbuch Psychopharmaka, 3. Aufl. Hogrefe, Göttingen 2012, ISBN 978-3-801-72323-1.
- Wer hat Angst vorm bösen Mann? Warum uns Täter faszinieren. Rowohlt, Reinbek 2013, ISBN 978-3-498-00666-2.
- mit Katharina Domschke und David Baldwin: Panic disorder and agoraphobia. Oxford Psychiatry Library. Oxford University Press, Oxford 2014, ISBN 978-0-1995-6229-9.
- Flugangst. Rowohlt, Reinbek 2015, ISBN 978-3-644-04581-1.
- mit Thomas Lichte, Sebastian Rudolf, Jörg Wiltink und Manfred Beutel: S3-Leitlinie Angststörungen. Springer Medizin, [Berlin] 2015, ISBN 978-3-6624-4136-7.
- Das Endorphin-Prinzip. Wie Glück in unserem Gehirn entsteht. Maximum 2023, ISBN 978-3-98679-017-2.

Bandelow verfasste darüber hinaus über 350 Aufsätze.

## Interview
- „Applaus ist Koks für die Seele“: Interview mit Beate Lakotta und Marianne Wellershoff. In: Spiegel. 13. März 2006, abgerufen im Februar 2019 (Der Psychiater Borwin Bandelow über große Egos und Selbstzerstörung im Showbusiness, die Bühne als Therapie und die Liebe des Publikums zu psychisch kranken Superstars).
- „Die Angst ums Geld ist wie die Angst vorm Verhungern“: Interview mit Caspar Dohmen. Psychiater über die Finanzkrise. In: Süddeutsche Zeitung. 17. Oktober 2008, S. 25 (Geld), abgerufen im März 2011 (Der Psychiater Borwin Bandelow über tief verwurzeltes Verhalten in Zeiten der Krise und die Panikattacken an den Börsen).
- „Die haben es eben drauf“: Interview mit Samiha Shafy und Frank Thadeusz. Spiegel-Gespräch. In: Spiegel. 4. März 2013, abgerufen im Februar 2019 (Der Psychiater Borwin Bandelow über die besonderen Fähigkeiten von Psychopathen, ihre unheimliche Wirkung auf Frauen und die Frage, warum es das Böse auf der Welt gibt).
- „Es geht um Ausübung von Macht“: Interview mit Frank Thadeusz. Forensik. In: Spiegel Zeitung. 7. Mai 2016, abgerufen im Februar 2019 (Der Psychiater Borwin Bandelow über tief verwurzeltes Verhalten in Zeiten der Krise und die Panikattacken an den Börsen).